# 가시횟대속
가시횟대속(Gymnocanthus)은 물수배기과에 속하는 조기어류 속의 하나이다. 이전에는 둑중개과로 분류했다. 북태평양에 5종, 대서양 쪽 북극해에 1종, 대서양 중앙에 1종을 포함하여 7종으로 이루어져 있다. 가시횟대와 밑횟대 등을 포함하고 있다.

## 하위 종
- 윗통가시횟대 (Gymnocanthus detrisus) C. H. Gilbert & Burke, 1912
- 근가시횟대 (Gymnocanthus galeatus) T. H. Bean, 1881
- 대구횟대 (Gymnocanthus herzensteini) D. S. Jordan & Starks, 1904
- 가시횟대 (Gymnocanthus intermedius) (Temminck & Schlegel, 1843)
- 밑횟대 (Gymnocanthus pistilliger) (Pallas, 1814)
- Gymnocanthus tricuspis (J. C. H. Reinhardt, 1830)
- Gymnocanthus vandesandei Poll, 1949